# Гаэтани, Грегорио
Грегорио Гаэтани (Gregorio Gaetani, также известный как Gregorio Gaetani di Ceccano) — выходец из знатной семьи Чеккано, католический церковный деятель XI-XII века. Возведён в ранг кардинала-священника Санти-XII-Апостоли на консистории 1099 года. Принимал участие в соборе в Гвасталле (1106 год) и Вероли.